# Condado de Lewis and Clark
El condado de Lewis and Clark (en inglés: Lewis and Clark County), fundado en 1864, es uno de los 56 condados del estado estadounidense de Montana. En el año 2000 tenía una población de 55.716 habitantes con una densidad poblacional de 6 personas por km². La sede del condado es Helena.

## Geografía
Según la Oficina del Censo, el condado tiene un área total de 9060 km² (3498,1 mi²), de la cual 8964 km² (3461,0 mi²) es tierra y 96 km² (37,1 mi²) (1,05%) es agua.

### Condados adyacentes
- Condado de Teton - norte
- Condado de Cascade - este
- Condado de Meagher - este
- Condado de Broadwater - sureste
- Condado de Jefferson - sur
- Condado de Powell - oeste
- Condado de Flathead - noroeste

### Carreteras
- Interestatal 15
- U.S. Highway 12
- U.S. Highway 287
- Carretera Estatal de Montana 21
- Carretera Estatal de Montana 200

## Demografía
En el 2000 la renta per cápita promedia del condado era de $37 360, y el ingreso promedio para una familia era de $46 766. En 2000 los hombres tenían un ingreso per cápita de $33 515 versus $23 961 para las mujeres. El ingreso per cápita para el condado era de $18 763. Alrededor del 10,90% de la población estaba bajo el umbral de pobreza nacional.

## Comunidades

### Ciudad
- Helena

### Pueblo
- East Helena

### Lugares designados por el censo
- Augusta
- Helena Valley Northeast
- Helena Valley Northwest
- Helena Valley Southeast
- Helena Valley West Central
- Helena West Side
- Lincoln

### Despoblado
- Marysville